# Sân vận động Santiago Bernabéu
Sân vận động Santiago Bernabéu (tiếng Tây Ban Nha: Estadio Santiago Bernabéu; [esˈtaðjo sanˈtjaɣo βeɾnaˈβew] ⓘ) là một sân vận động bóng đá ở Madrid, Tây Ban Nha. Với sức chứa chỗ ngồi là 78.297 chỗ, sân vận động có sức chứa chỗ ngồi lớn thứ hai cho một sân vận động bóng đá ở Tây Ban Nha. Đây là sân nhà của Real Madrid kể từ khi hoàn thành vào năm 1947.
Được đặt tên theo cầu thủ bóng đá và chủ tịch huyền thoại của Real Madrid Santiago Bernabéu (1895–1978), đây là một trong những sân vận động bóng đá nổi tiếng nhất trên thế giới. Sân đã tổ chức trận chung kết Cúp C1 châu Âu/UEFA Champions League bốn lần (1957, 1969, 1980, 2010). Sân vận động này cũng đã tổ chức trận chung kết lượt về Copa Libertadores 2018, biến Santiago Bernabéu trở thành sân vận động đầu tiên (và duy nhất) tổ chức hai trận chung kết cúp châu lục quan trọng nhất (UEFA Champions League và Copa Libertadores).
Các trận chung kết của Giải vô địch bóng đá châu Âu 1964 và Giải vô địch bóng đá thế giới 1982 cũng được tổ chức tại Bernabéu, khiến sân trở thành sân vận động đầu tiên ở châu Âu tổ chức cả trận chung kết Euro và trận chung kết World Cup.

## Lịch sử

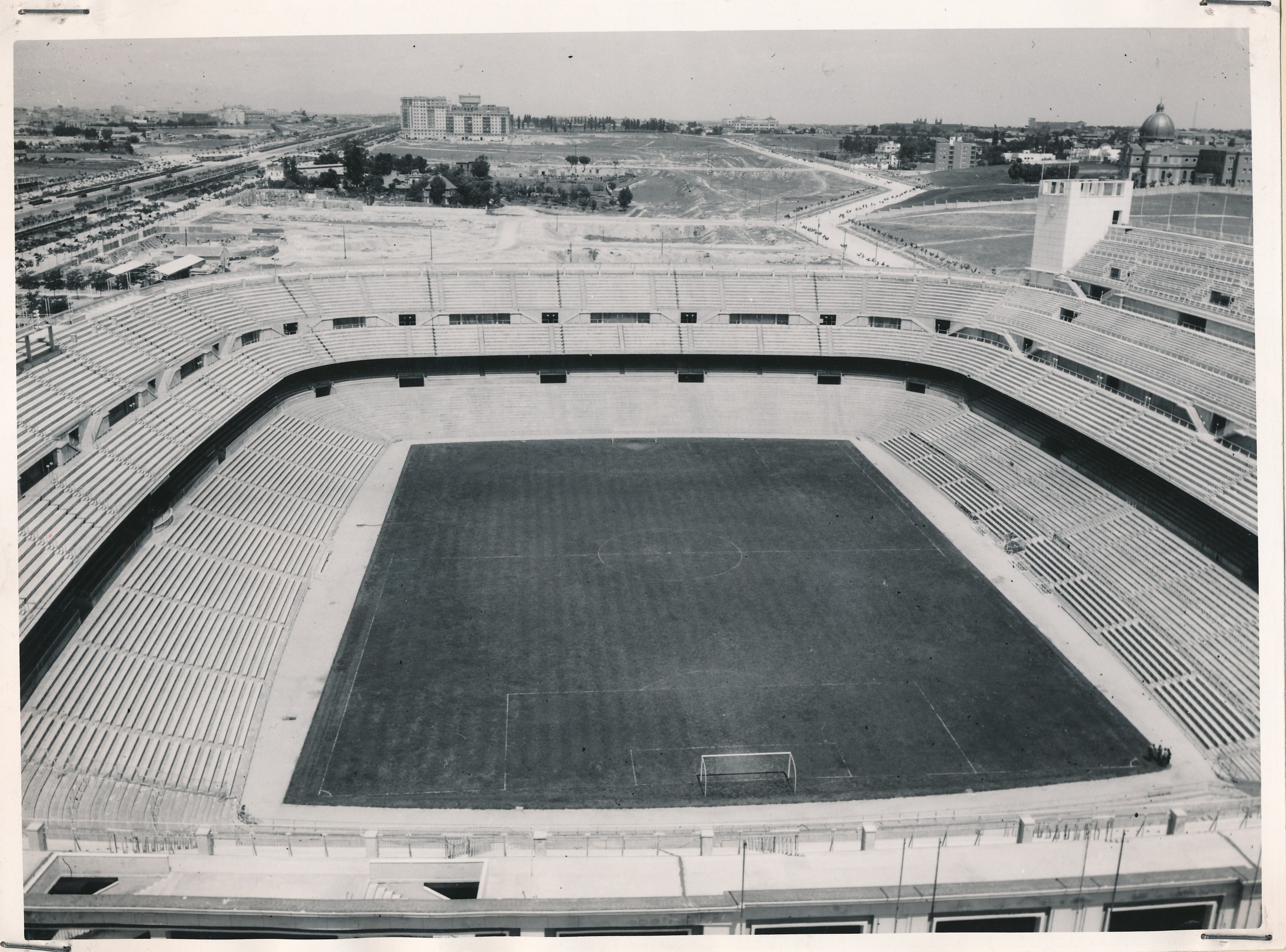
Sân vận động vào năm 1955

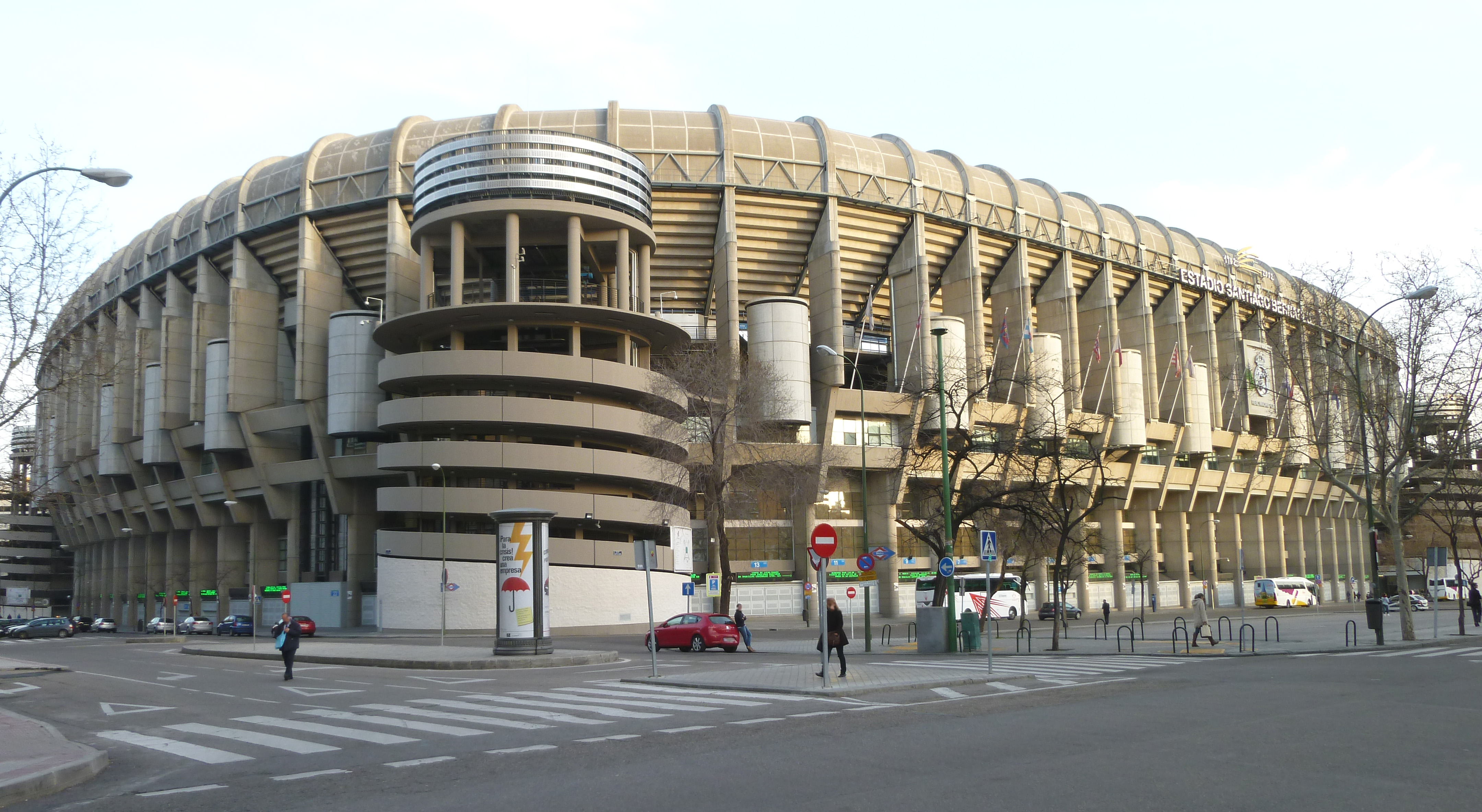
Castellana nhìn về phía tây bắc của sân vận động

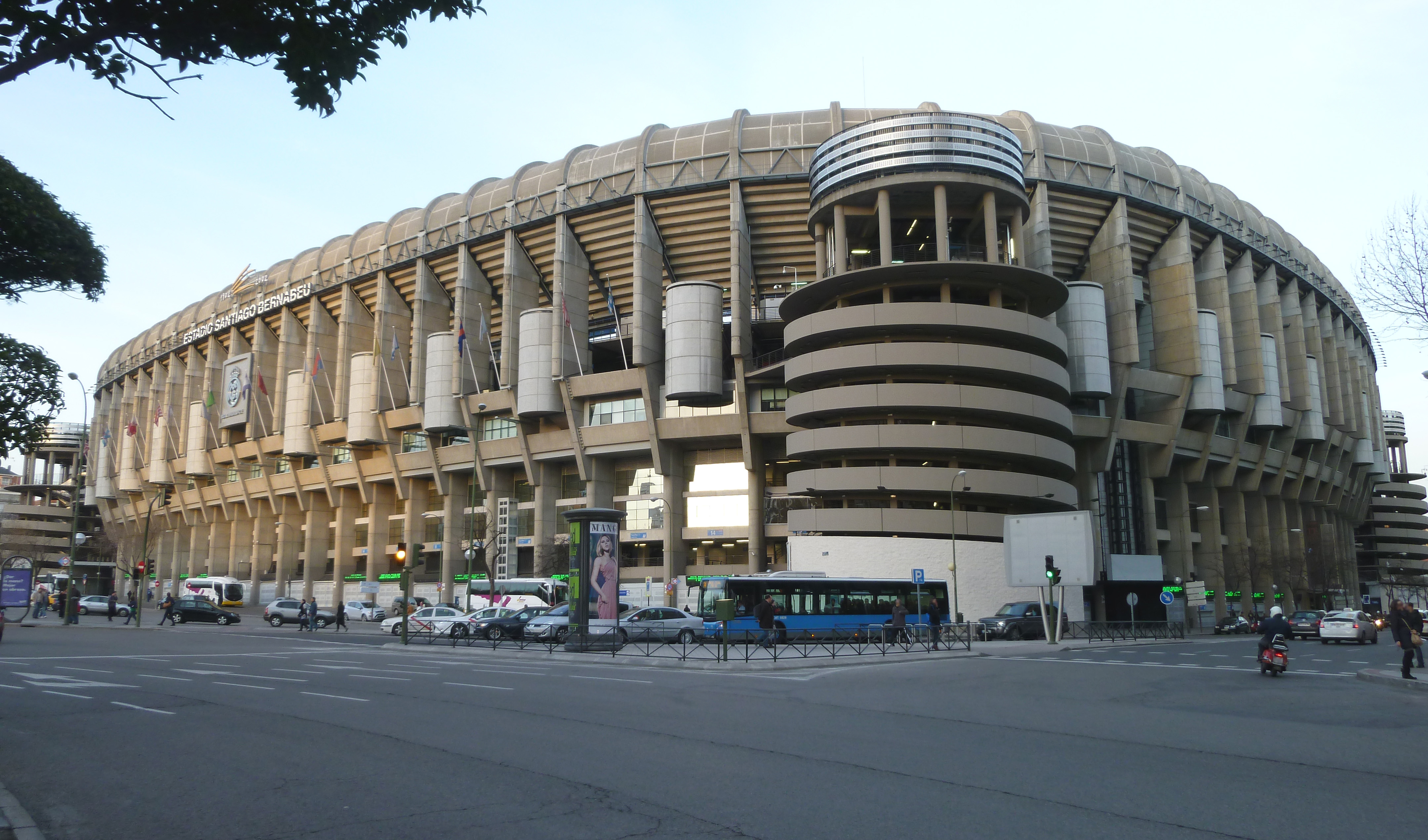
Castellana nhìn về phía tây nam của sân vận động

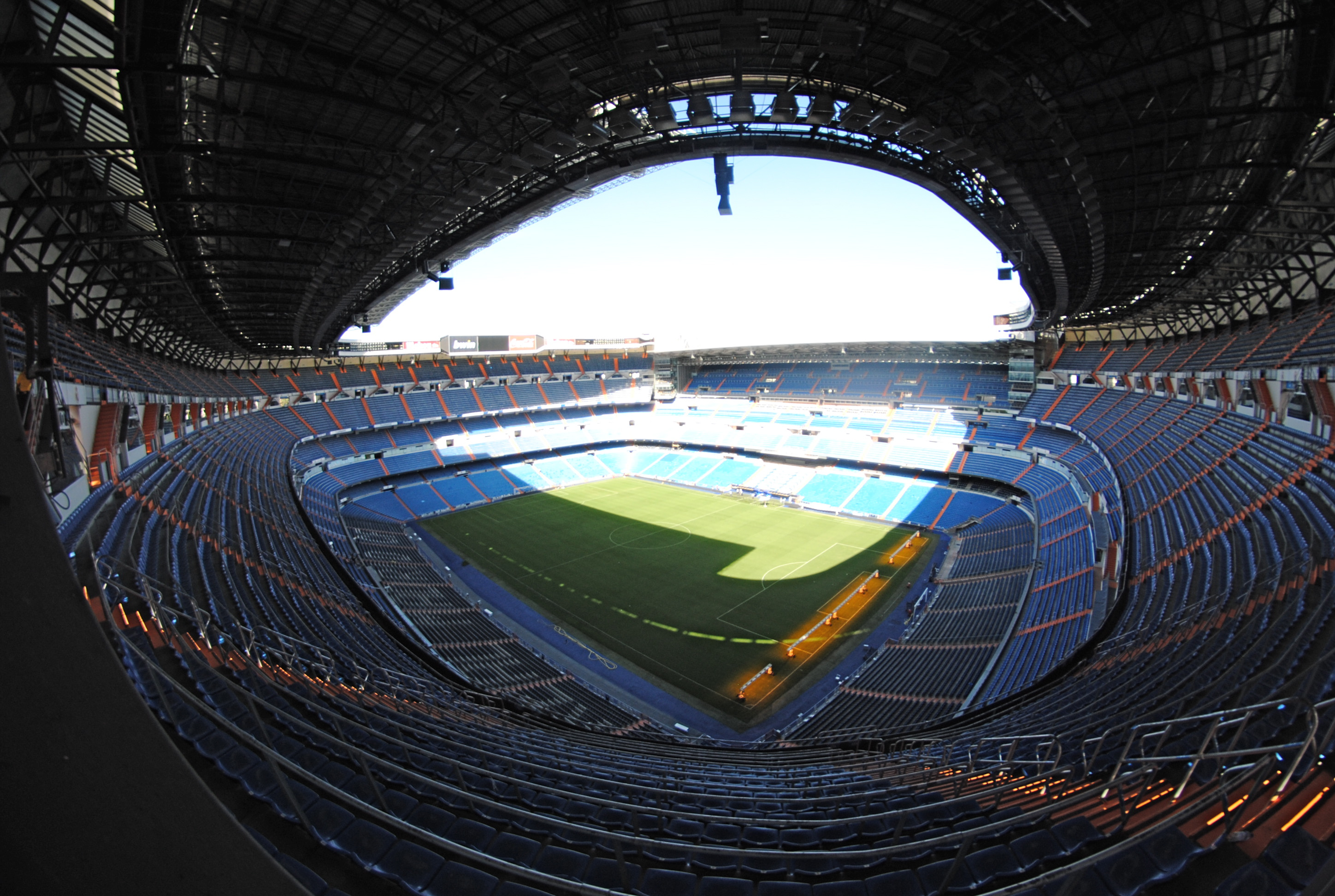
Toàn cảnh sân vận động

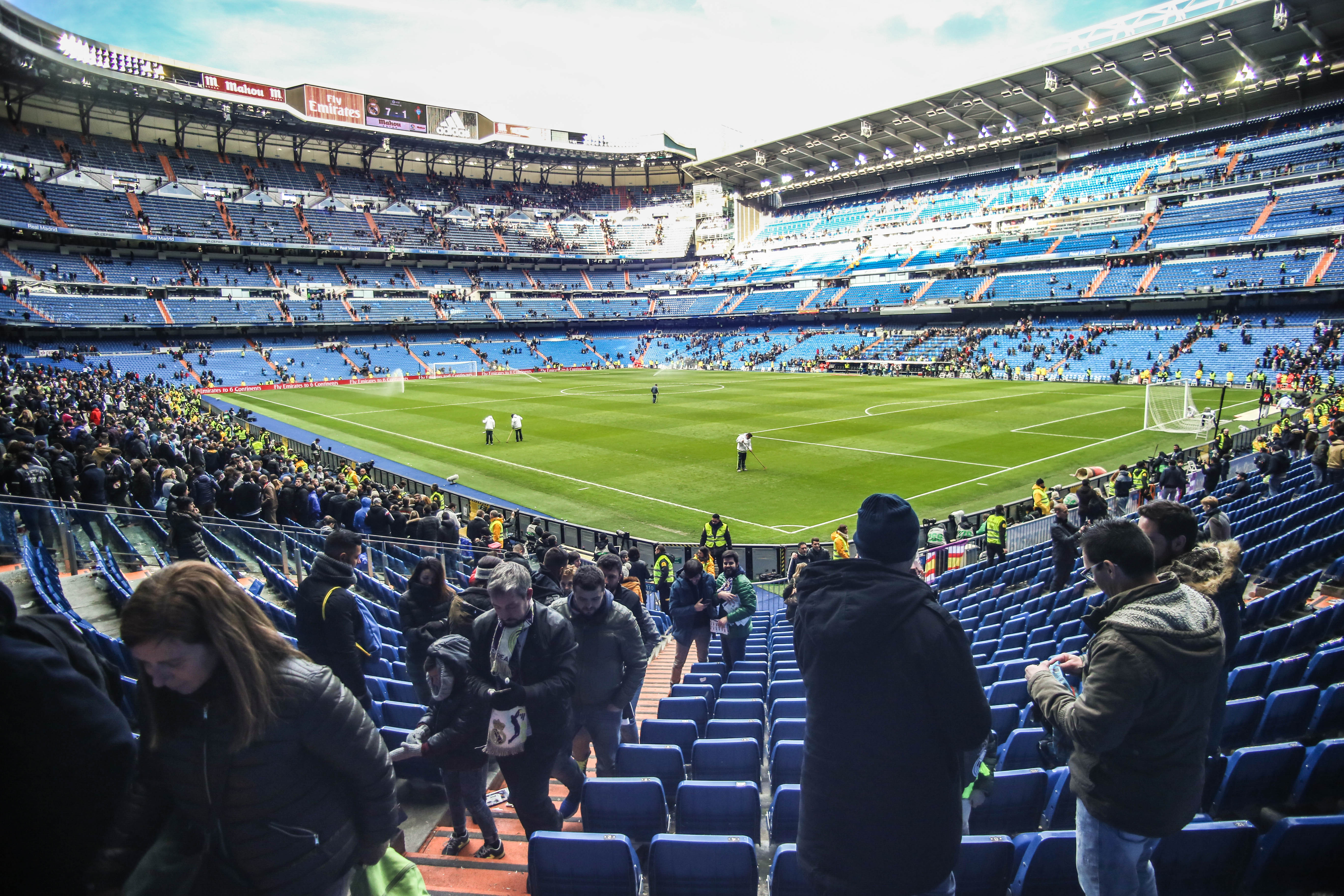
Quang cảnh sân vận động từ góc đứng phía tây nam, tháng 3 năm 2016

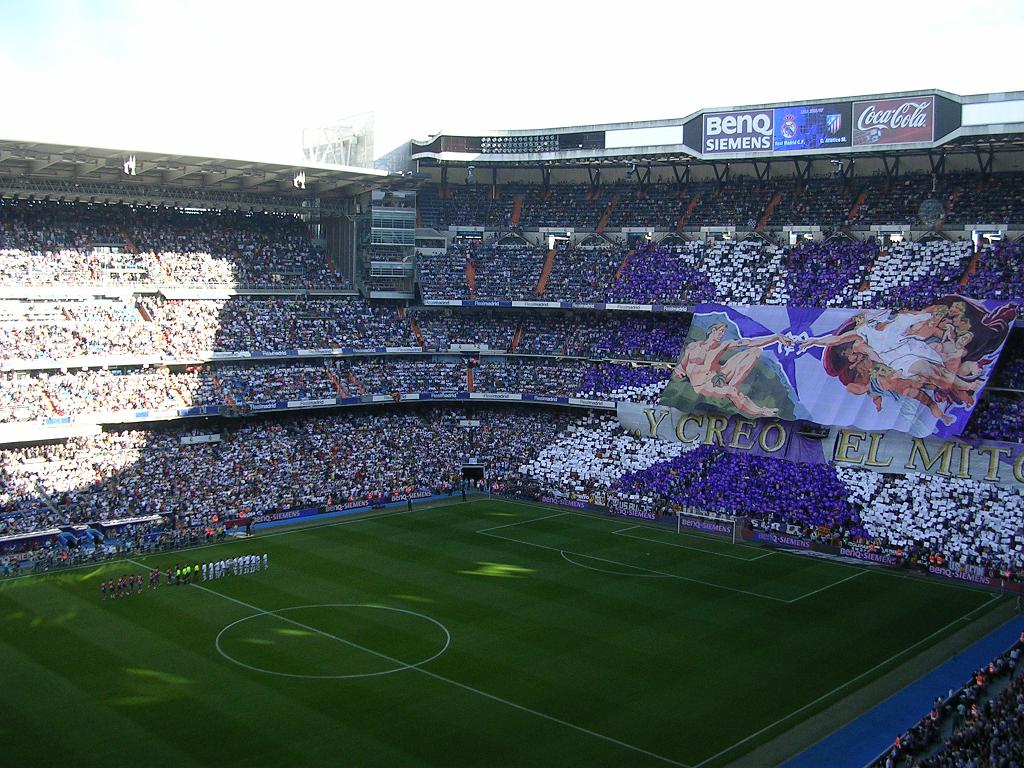
Quang cảnh sân vận động trong trận derby Madrid tại La Liga 2006-07

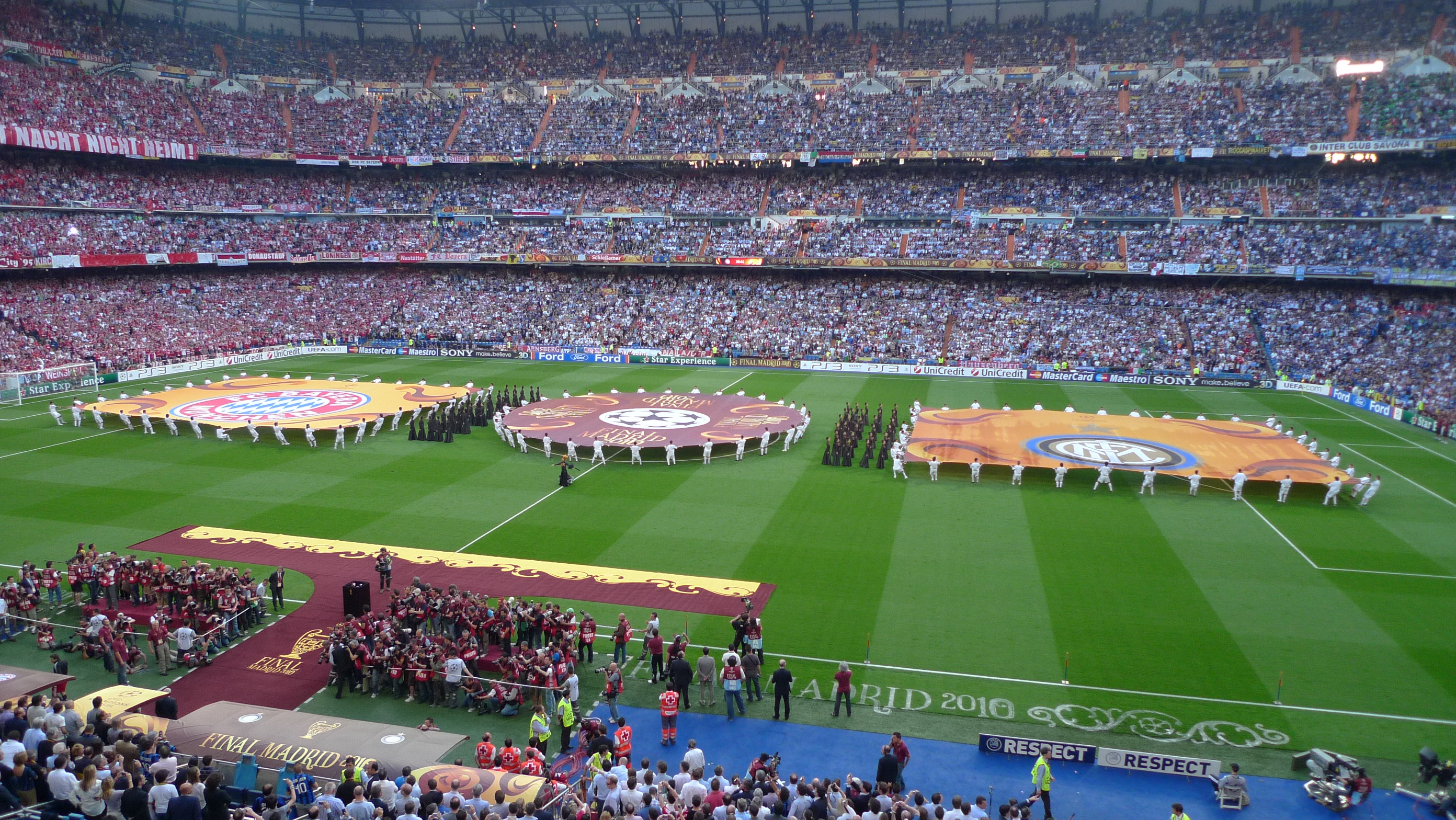
Lễ khai mạc trận chung kết UEFA Champions League 2010

Vào ngày 22 tháng 6 năm 1944, ngân hàng Banco Mercantil e Industrial đã cấp tín dụng cho Santiago Bernabéu và Rafael Salgado cho việc mua mảnh đất liền kề với Ramin Amin cũ. Vào ngày 5 tháng 9 năm 1944, các kiến trúc sư Manuel Muñoz Monasterio và Luis Alemany Soler đã được thuê và cấu trúc trên nền đất bắt đầu nhường chỗ cho sân vận động mới. Vào ngày 27 tháng 10 năm 1944, công việc xây dựng sân vận động bắt đầu.
Sân vận động Chamartín mới (tiếng Tây Ban Nha: Nuevo Estadio Chamartín) được khánh thành vào ngày 14 tháng 12 năm 1947 với trận đấu giữa Real Madrid và đội bóng Bồ Đào Nha Os Belenenses, mang lại chiến thắng 3–1 cho Los Blancos. Sân vận động có sức chứa ban đầu là 75.145 khán giả, 27.645 trong số đó có chỗ ngồi (7.125) và 47.500 cho người hâm mộ đứng. Sabino Barinaga là cầu thủ đầu tiên ghi bàn ở sân vận động mới.

### Thập niên 1950
Lần cải tạo lớn đầu tiên diễn ra vào năm 1955. Vào ngày 19 tháng 6 năm đó, sân vận động đã mở rộng để chứa được 125.000 khán giả. Do đó, đấu trường Madrid trở thành sân vận động lớn nhất trong số tất cả những sân tham gia cúp C1 châu Âu mới thành lập.
Vào ngày 4 tháng 1 năm 1955, sau Đại hội đồng thành viên Compromisaros, người ta đã quyết định rằng sân vận động lấy tên hiện tại để vinh danh chủ tịch câu lạc bộ Santiago Bernabéu.
Vào tháng 5 năm 1957, Real Madrid đã sử dụng ánh sáng điện sân vận động trong trận đấu với Sport Recife của Brasil.

### Thập niên 1980
Những thay đổi lớn tiếp theo đã không diễn ra cho đến đầu những năm 1980 với việc tổ chức Giải vô địch bóng đá thế giới 1982 tại Tây Ban Nha. Sân vận động phải thích nghi với thời đại thay đổi và với điều này, các kiến trúc sư Rafael Luis Alemany và Manuel Salinas đã được thuê cho dự án cải tạo sân vận động. Hai anh em là con trai của Luis Alemany Soler, người đã thực hiện dự án xây dựng ban đầu bên cạnh Muñoz Monasterio. Công việc kéo dài 16 tháng và có chi phí 704 triệu peseta (4,7 triệu USD), trong đó 530 triệu được trả bởi Thành phố Madrid.
Các cải tiến bao gồm một số điểm. Đầu tiên, FIFA buộc hai phần ba diện tích chỗ ngồi phải được che kín. Vì lý do này, Real Madrid đã lắp đặt một mái che bao quanh chu vi của các hàng ghế thứ nhất và thứ hai, ngoại trừ phía đông. Sức chứa của sân vận động đã giảm từ 120.000 xuống còn 98.000 khán giả, 24.550 trong số đó được bao phủ bởi mái che mới. Dự án cũng liên quan đến việc tu sửa mặt tiền, lắp đặt các bảng điện tử mới ở đầu phía bắc và phía nam, cũng như cải tạo các khu vực báo chí, phòng thay đồ, tiếp cận và các khu vực phụ trợ.
Sân vận động đã tổ chức bốn trận đấu tại World Cup: ba trận đấu của Bảng B vòng 2 vòng bảng (Tây Đức vs Anh, Tây Đức vs Tây Ban Nha và Tây Ban Nha vs Anh) và trận chung kết danh giá (Ý vs Tây Đức).

### Thập niên 1990
Sau một loạt các vụ tai nạn khán giả vào những năm 1980 (đáng chú ý nhất là sân vận động Heysel ở Bỉ và sân vận động Hillsborough ở Anh), chính quyền Anh đã công bố Báo cáo Taylor về cách cải thiện sự an toàn của khán giả bóng đá ở các địa điểm của Anh. UEFA đưa ra tiêu chí sân vận động tiếp theo phù hợp trên khắp châu Âu. Sân vận động đã buộc phải tạo ra các phím tắt riêng biệt cho các phần sân và chỗ ngồi khác nhau cho tất cả khán giả. Vào những năm 1990, Santiago Bernabéu đã trải qua một quá trình mở rộng và tu sửa lớn. Hội đồng quản trị của Ramón Mendoza đã trao dự án cho Gines Navarro Construcciones, S.A. Công việc bắt đầu vào ngày 7 tháng 2 năm 1992 và kết thúc vào ngày 7 tháng 5 năm 1994 với chi phí cuối cùng là hơn 5 tỷ peseta, làm tăng đáng kể khoản nợ của câu lạc bộ, không có sự hỗ trợ của tổ chức.
Công trình kết thúc với việc tạo ra một giảng đường ở phía tây và trong các nền móng, kết hợp với tòa nhà hiện có bằng cách sử dụng kích thủy lực.
Tổng cộng, 20.200 ghế nâng cấp đã được cài đặt, với mỗi ghế có độ nghiêng 87 độ, đảm bảo tầm nhìn hoàn hảo và gần với sân. Ngoài ra, để truy cập vào vành đai mới, bốn tòa tháp lối vào đã được dựng lên ở bên ngoài, mỗi tháp có hai cầu thang và một đường dốc xoắn ốc trung tâm.
Với cấu trúc mới, chiều cao của sân vận động được tăng từ 22 m lên 45 m. Điều này gây ra vấn đề trong mùa đông, khiến hai phần ba sân chơi trong bóng râm. Sự thiếu ánh sáng mặt trời này dẫn đến sự xuống cấp của cỏ trên sân. Vì lý do này, một mạng lưới ống polypropylen đã được lắp đặt ở độ sâu 20 cm dưới sân. Với chiều dài hơn 30 km, hệ thống đường ống lưu thông nước nóng, giữ cho cỏ không bị đóng băng ở nhiệt độ lạnh.
Ngoài ra, do chiều cao của chân đế, cần phải cải thiện và tăng khả năng chiếu sáng. Một mái nhà bảo vệ có thể thu vào cũng đã được cài đặt để bảo vệ quạt khỏi các yếu tố. Sau khi cải tạo, sức chứa của sân vận động là 110.000 khán giả.
Vào mùa hè năm 1998, và được chủ trì bởi Lorenzo Sanz, Santiago Bernabéu đã áp dụng một sự sắp xếp tất cả các chỗ ngồi, đưa sức chứa của nó xuống còn 75.328 khán giả.

### Thập niên 2000
Khi câu lạc bộ tiếp tục phát triển về mọi mặt, những suy nghĩ về những thay đổi tiếp theo cho sân vận động đã xuất hiện. Khi Florentino Pérez trở thành chủ tịch của câu lạc bộ, ông đã đưa ra một "kế hoạch tổng thể" với một mục tiêu: cải thiện sự thoải mái của Santiago Bernabéu và chất lượng cơ sở vật chất, và tối đa hóa doanh thu cho sân vận động.
Pérez đã đầu tư 127 triệu euro sau 5 năm (2001–2006) bằng cách thêm một phần mở rộng về phía đông của sân vận động, cũng như thêm một mặt tiền mới trên đường phố Father Damien, lớp tường mới, hộp mới và khu vực VIP, một sân khấu mới để vinh danh ở phía đông, một khu vực báo chí mới (cũng nằm ở phía đông), một hệ thống âm thanh mới, quán bar mới, tích hợp hệ thống sưởi trên khán đài, thang máy toàn cảnh, nhà hàng mới, thang cuốn trong tháp, và thực hiện đa năng tòa nhà ở phố Damien. Sau sự mở rộng của phía đông và tạo ra các phòng trưng bày mới, sức chứa của Santiago Bernabéu là 80.354 người, tất cả đều có chỗ ngồi.
Vào năm 2007, trận đấu thứ 1.000 đã được diễn ra tại Santiago Bernabéu. Ngoài ra, phiên bản mới nhất của UEFA vào ngày 27, [cần làm rõ] nhân dịp trận đấu Champions League với Olympiakos, đóng vai trò là bước cuối cùng để đưa ra trạng thái sân vận động ưu tú của Santiago Bernabéu vào ngày 14 tháng 11 năm 2007, một tháng trước lễ kỷ niệm Kỷ niệm 60 năm khánh thành sân vận động. UEFA thông báo rằng họ sẽ nhận được trạng thái sân vận động ưu tú.
Pérez đề xuất xây dựng một mái che có thể thu vào trước khi ông từ chức năm 2005. Năm 2009, sau cuộc bầu cử lại của Pérez với tư cách là chủ tịch câu lạc bộ, đã có thông báo rằng việc xây dựng mái che dường như không thể xảy ra do tình hình tài chính của câu lạc bộ. Theo tờ báo thể thao Marca của Tây Ban Nha, tuy nhiên, Pérez muốn tái cấu trúc Santiago Bernabéu. Theo tờ báo, kiến trúc sư phụ trách sẽ được chọn trong số một danh sách ngắn các kiến trúc sư Tây Ban Nha Santiago Calatrava và người chiến thắng giải thưởng Pritzker Rafael Moneo, và người Mỹ gốc Hoa Ieoh Ming Pei, cũng là người chiến thắng giải Pritzker.

### Thập niên 2010
Theo trang web chính thức của câu lạc bộ, sức chứa hiện tại là 81.044 người.
Vào ngày 16 tháng 10 năm 2013, Pérez tuyên bố rằng Real Madrid đang tìm cách bán quyền đặt tên cho sân vận động của mình và tìm kiếm một nhà tài trợ cho dự án cải tạo trị giá 400 triệu euro. Thiết kế đề xuất cải tạo sân vận động, do kiến trúc sư người Đức GMP sản xuất, đã được công bố vào ngày 31 tháng 1 năm 2014. Thiết kế táo bạo bao gồm một mái che có thể thu vào, với tổng chi phí khoảng 400 triệu euro có thể được đáp ứng một nửa thông qua việc bán quyền đặt tên và một nửa thông qua một vấn đề trái phiếu cho các thành viên Real theo báo cáo phương tiện truyền thông Tây Ban Nha. Pérez nói: "Chúng tôi muốn biến Santiago Bernabéu thành sân vận động tốt nhất thế giới." Real Madrid sau đó đã công bố một thỏa thuận tài trợ với IPIC để hỗ trợ câu lạc bộ trong việc tái phát triển sân vận động. Pérez sau đó nói rằng theo thỏa thuận, tên của sân vận động sẽ được đổi tên thành "IPIC Bernabeu" hoặc "CEPSA Bernabeu". Bề mặt đã được thay thế bằng cỏ lai Mixto.
Real Madrid và Microsoft đã ra mắt audioguide tương tác đầu tiên cho Bernabéu Tour vào ngày 3 tháng 4 năm 2017. Hơn 200.000 người đã tham quan sân vận động vào năm 2016, trong đó hơn 60% là người nước ngoài.

## Kế hoạch cải tạo
Dự án cải tạo trị giá 525 triệu euro, theo kế hoạch thì đã được bắt đầu vào mùa hè 2017, nhưng mãi đến năm 2019 nó mới được bắt đầu triển khai. Sức chứa sẽ vẫn ở mức 81.000 chỗ ngồi, nhưng chiều cao sẽ được tăng thêm 10 m và một mái che sẽ được thêm vào. Câu lạc bộ dự kiến sẽ bán quyền đặt tên để sân vận động được cải tạo.
Công việc dự kiến sẽ kéo dài ba năm rưỡi (2019-2023).
Để dự án không bị cản trở khi tổ chức các trận đấu, đội sẽ sử dụng các kỹ thuật La Mã để nâng cao mái che, giúp công việc tiếp tục dễ dàng hơn trong khi mùa giải đang diễn ra và có các trận đấu một hoặc hai lần một tuần. "Dự án rất phức tạp vì nó sẽ không ngăn được bóng đá và do đó làm phức tạp các công trình và thiết kế, có một mái che bao quanh toàn bộ sân vận động. Họ sẽ nâng mái che như người La Mã đã làm, nhưng với công nghệ hiện đại. Họ sẽ nâng cao vòng trong bằng cách kéo dây với kích thủy lực, công nghệ cầu và thang máy trượt tuyết trong một khoảng thời gian ngắn vào mùa hè để tôn trọng lịch thể thao.", Tristán López Chicheri, cá nhân phụ trách cải tạo, cho biết.
Chicheri tin rằng việc cải tạo sẽ đưa khách du lịch đến sân vận động quanh năm, với nhiều điểm tham quan được lên kế hoạch. Sân vận động được cho là có nhiều nhà hàng, trung tâm mua sắm và khách sạn, với một số phòng có tầm nhìn ra sân. 'Sân vận động kỹ thuật số của tương lai' sẽ được trang bị màn hình 360 độ và mái che có thể thu vào. "Không chỉ vào các trận đấu mà nó sẽ được sử dụng - có những địa điểm như Bernabéu nằm giữa thành phố và thật xấu hổ khi họ không có cuộc sống nào ngoài 35–40 trận đấu một năm", Chicheri nói.
Các khu vực xung quanh Bernabéu sẽ được sắp xếp lại: Plaza de los Sagrados Corazones sẽ bị xóa để được thay thế bằng 6.000 m² vườn.

## Địa điểm
Sân vận động nằm ở quận Chamartín của Madrid. Nó chiếm một vùng được giới hạn bởi Paseo de la Castellana và các đường Concha Espina, Padre Damián và Rafael Salgado. Ga tàu điện ngầm gần nhất là Santiago Bernabéu trên Tuyến 10.

### Giao thông
Sân vận động được phục vụ bởi ga tàu điện ngầm riêng dọc theo Tuyến 10 có tên là Santiago Bernabéu. Nó cũng được phục vụ bởi các tuyến xe buýt 14, 27, 40, 43, 120, 147 và 150. Sân vận động cách 8,2 dặm (13,2 km) từ sân bay quốc tế Barajas.

## Các giải đấu quốc tế lớn

### Giải vô địch bóng đá châu Âu 1964
Santiago Bernabéu đã tổ chức ba trận đấu của Giải vô địch bóng đá châu Âu 1964, một giải đấu mà Tây Ban Nha là chủ nhà: một trận đấu vòng loại và hai trận ở giải đấu chính, bao gồm cả trận chung kết. Tất cả các trận đấu đều liên quan đến đội tuyển Tây Ban Nha.

#### Vòng loại
Sân vận động đã tổ chức một trận đấu vòng loại với România, kết quả là giành chiến thắng 6–0.
| 1 tháng 11 năm 1962 | Tây Ban Nha                                                              | 6–0 | România | Santiago Bernabéu, Madrid                            |  |
| 20:45 CEST          | Guillot 7', 20', 70' · Veloso 9' · Collar 17' · Dumitru Macri 81' (l.n.) |     |         | Lượng khán giả: 45.000 Trọng tài: Kevin Howley (Anh) |  |

#### Giải đấu chính
Sân vận động đã tổ chức hai trận đấu của giải đấu, bao gồm cả trận chung kết.
| 17 tháng 6 năm 1964 | Tây Ban Nha             | 2–1 (s.h.p.) | Hungary  | Santiago Bernabéu, Madrid                             |  |
| 20:00 CEST          | Pereda 35' · Amaro 115' | Report       | Bene 84' | Lượng khán giả: 34.713 Trọng tài: Arthur Blavier (Bỉ) |  |

##### Chung kết
Trận đấu được tổ chức bởi đội vô địch năm 1960, Liên Xô và chủ nhà Tây Ban Nha, tại sân vận động Santiago Bernabéu ở Madrid. Tây Ban Nha thắng 2–1, với các bàn thắng đến từ Jesús María Pereda và Marcelino. Galimzyan Khusainov ghi bàn cho Liên Xô.
| 21 tháng 6 năm 1964 | Tây Ban Nha               | 2–1    | Liên Xô      | Santiago Bernabéu, Madrid                              |  |
| 18:30 CEST          | Pereda 6' · Marcelino 84' | Report | Khusainov 8' | Lượng khán giả: 79.115 Trọng tài: Arthur Holland (Anh) |  |

### Giải vô địch bóng đá thế giới 1982
Trong World Cup 1982 được tổ chức tại Tây Ban Nha, sân vận động Santiago Bernabéu đã tổ chức bốn trận đấu: ba trận ở vòng hai (Tây Đức–Anh, Tây Đức–Tây Ban Nha và Tây Ban Nha–Anh) cũng như trận chung kết giữa Tây Đức và Ý.

#### Giải đấu chính

##### Vòng hai
Sân vận động đã tổ chức ba trận đấu vòng hai.
| 29 tháng 6 năm 1982 | Tây Đức | 0–0    | Anh | Santiago Bernabéu, Madrid                                       |  |
| 21:00 CEST          |         | Report |     | Lượng khán giả: 75.000 Trọng tài: Arnaldo Cézar Coelho (Brasil) |  |

| 2 tháng 7 năm 1982 | Tây Đức                      | 2–1    | Tây Ban Nha | Santiago Bernabéu, Madrid                           |  |
| 21:00 CEST         | Littbarski 50' · Fischer 75' | Report | Zamora 82'  | Lượng khán giả: 90.089 Trọng tài: Paolo Casarin (Ý) |  |

| 5 tháng 7 năm 1982 | Tây Ban Nha | 0–0    | Anh | Santiago Bernabéu, Madrid                            |  |
| 21:00 CEST         |             | Report |     | Lượng khán giả: 75.000 Trọng tài: Alexis Ponnet (Bỉ) |  |

##### Chung kết
Trận chung kết Giải vô địch bóng đá thế giới 1982 là trận đấu bóng đá giữa Ý và Tây Đức. Nó được diễn ra vào ngày 11 tháng 7 năm 1982.
Sau hiệp một không có bàn thắng, trong đó Antonio Cabrini sút phạt từ cự ly thấp và rộng về bên phải khung thành, Paolo Rossi ghi bàn thắng đầu tiên, đánh đầu tung lưới Claudio Gentile từ cánh phải từ cự ly gần. Marco Tardelli sau đó ghi bàn từ rìa vòng cấm với một cú sút chân trái tầm thấp trước khi Alessandro Altobelli, ở cuối một pha phản công của cầu thủ chạy cánh Bruno Conti, nâng tỉ số lên 3–0 bằng một cú sút chân trái tầm thấp khác. Ý đang dẫn trước với một khoảng cách an toàn, khuyến khích tổng thống Ý Sandro Pertini vẫy ngón tay về phía máy quay trong một cử chỉ vui tươi 'sẽ không bắt được chúng tôi bây giờ' từ khán đài. Paul Breitner đã ghi bàn cho Đức ở phút thứ 83, sút bóng qua thủ môn từ cánh phải, nhưng Ý vẫn tiếp tục giành chức vô địch World Cup đầu tiên sau 44 năm, và lần thứ ba chung cuộc với chiến thắng 3–1.
| 11 tháng 7 năm 1982 | Ý                                        | 3–1    | Tây Đức      | Santiago Bernabéu, Madrid                                       |  |
| 20:00 CEST          | Rossi 57' · Tardelli 69' · Altobelli 81' | Report | Breitner 83' | Lượng khán giả: 90.000 Trọng tài: Arnaldo Cézar Coelho (Brasil) |  |

## Các trận đấu lớn
Chung kết Cúp C1 châu Âu 1957

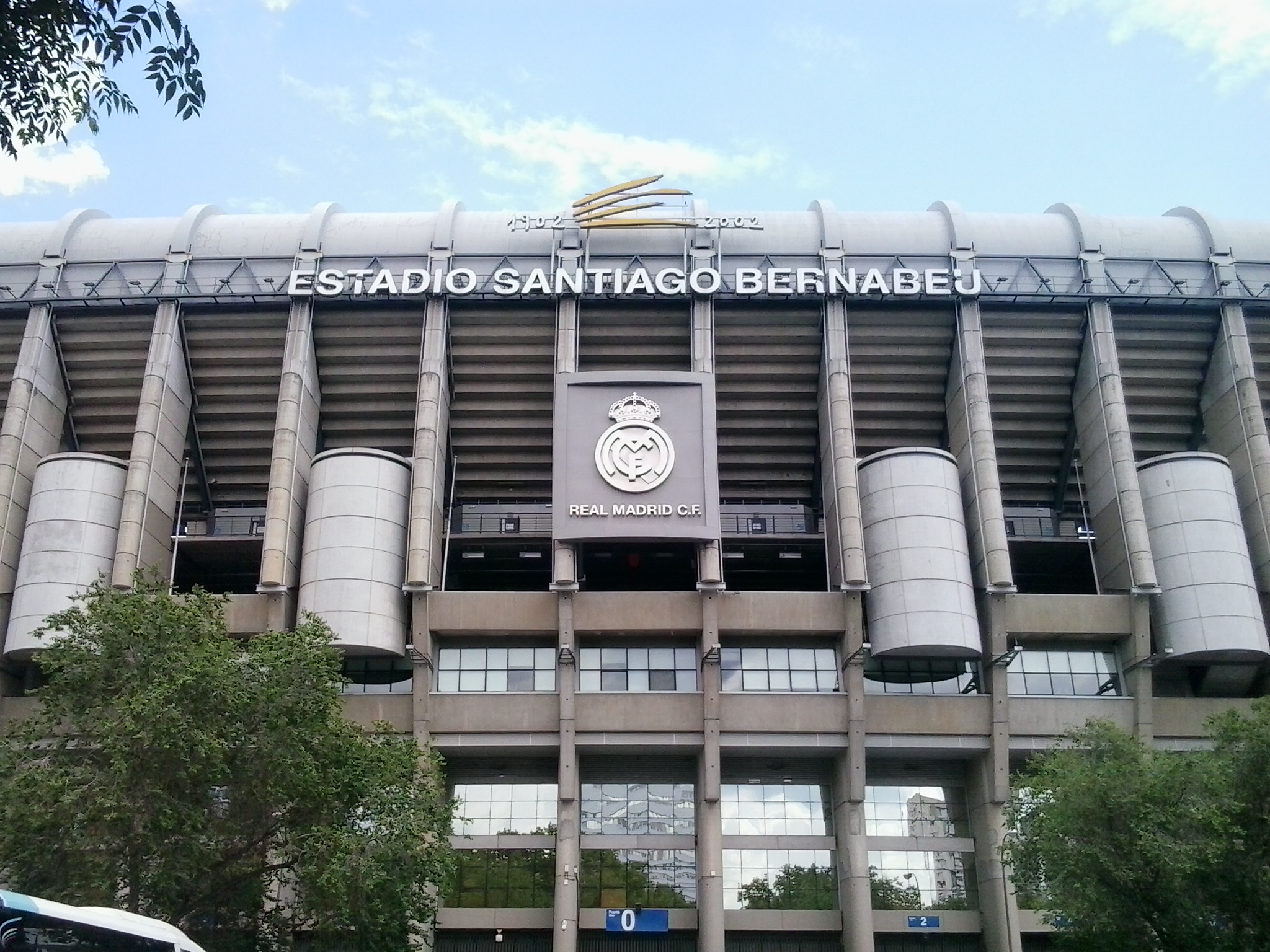
Mặt trước của sân vận động.

Trận đấu này diễn ra giữa Real Madrid, nhà vô địch Tây Ban Nha và Fiorentina, nhà vô địch Ý. Trong mùa giải này, 16 đội đã chơi để giành cúp. Real Madrid giành chiến thắng chung cuộc 2–0 sau các bàn thắng của Alfredo Di Stéfano và Francisco Gento trong hiệp hai. Đây là danh hiệu cúp C1 châu Âu thứ hai liên tiếp cho Real Madrid sau khi giành được danh hiệu đầu tiên một năm trước đó, tại Sân vận động Công viên các Hoàng tử trước Stade de Reims.
Chung kết Cúp C1 châu Âu 1969
Trận đấu này diễn ra giữa Milan, nhà vô địch Ý và Ajax, nhà vô địch Hà Lan, để xác định ai sẽ là nhà vô địch châu Âu. Milan đánh bại Ajax 4–1 để giành chức vô địch châu Âu thứ hai. Ajax đã làm nên lịch sử khi là đội Hà Lan đầu tiên lọt vào trận chung kết.
Chung kết Cúp C1 châu Âu 1980
Trong trận chung kết này, đương kim vô địch Nottingham Forest của Anh phải đối đầu với Hamburger SV, nhà vô địch của Đức. Trận đấu kết thúc với chiến thắng nghiêng về đội Anh với kết quả 1–0. Các nhà tân vô địch của châu Âu đã giữ được chiếc cúp và có được chiếc cúp châu Âu thứ hai liên tiếp trong lịch sử.
Chung kết UEFA Champions League 2010
Trận đấu giữa hai đội mạnh nhất Champions League bao gồm vòng bảng và vòng đấu loại trực tiếp. Trận chung kết được diễn ra tại một sân vận động khác nhau mỗi năm. Năm 2010, Bayern München, đội đã loại Lyon ở bán kết, đối mặt với Internazionale, đội đã đánh bại Barcelona ở bán kết. Inter giành chiến thắng 2–0 sau hai bàn thắng của Diego Milito.
Chung kết Copa Libertadores 2018
Trận chung kết CONMEBOL Libertadores hai lượt trận năm 2018 đã có lần đầu tiên các cầu thủ Argentina của Buenos Aires ở Boca Juniors và River Plate đọ sức với nhau trong trận chung kết. Trận lượt đi được tổ chức trên sân nhà của Boca Juniors, La Bombonera, vào ngày 11 tháng 11 năm 2018, kết thúc với tỷ số hòa 2–2 mà không áp dụng luật bàn thắng sân khách.
Trong trận lượt về dự kiến vào ngày 24 tháng 11 năm 2018, dự kiến diễn ra tại El Monumental, sân nhà của River Plate, rất nhiều CĐV River Plate đã ném chai thủy tinh, gạch, đất, đá, cát vào xe buýt của đội Boca Juniors đang đi tới sân vận động, khiến nhiều cầu thủ bị thương. CONMEBOL đã hoãn trận đấu và dời trận lượt về sang châu Âu vào ngày 9 tháng 12 năm 2018 tại Madrid, một địa điểm trung lập, vì lý do an ninh và đi lại. Cả hai nhóm cổ động viên đã dự khán trận đấu khi River Plate giành chiến thắng 3–1 sau hiệp phụ (tổng tỉ số là 5–3) để lần đầu tiên nâng cao chiếc cúp bên ngoài Nam Mỹ.